# 孫六兼元

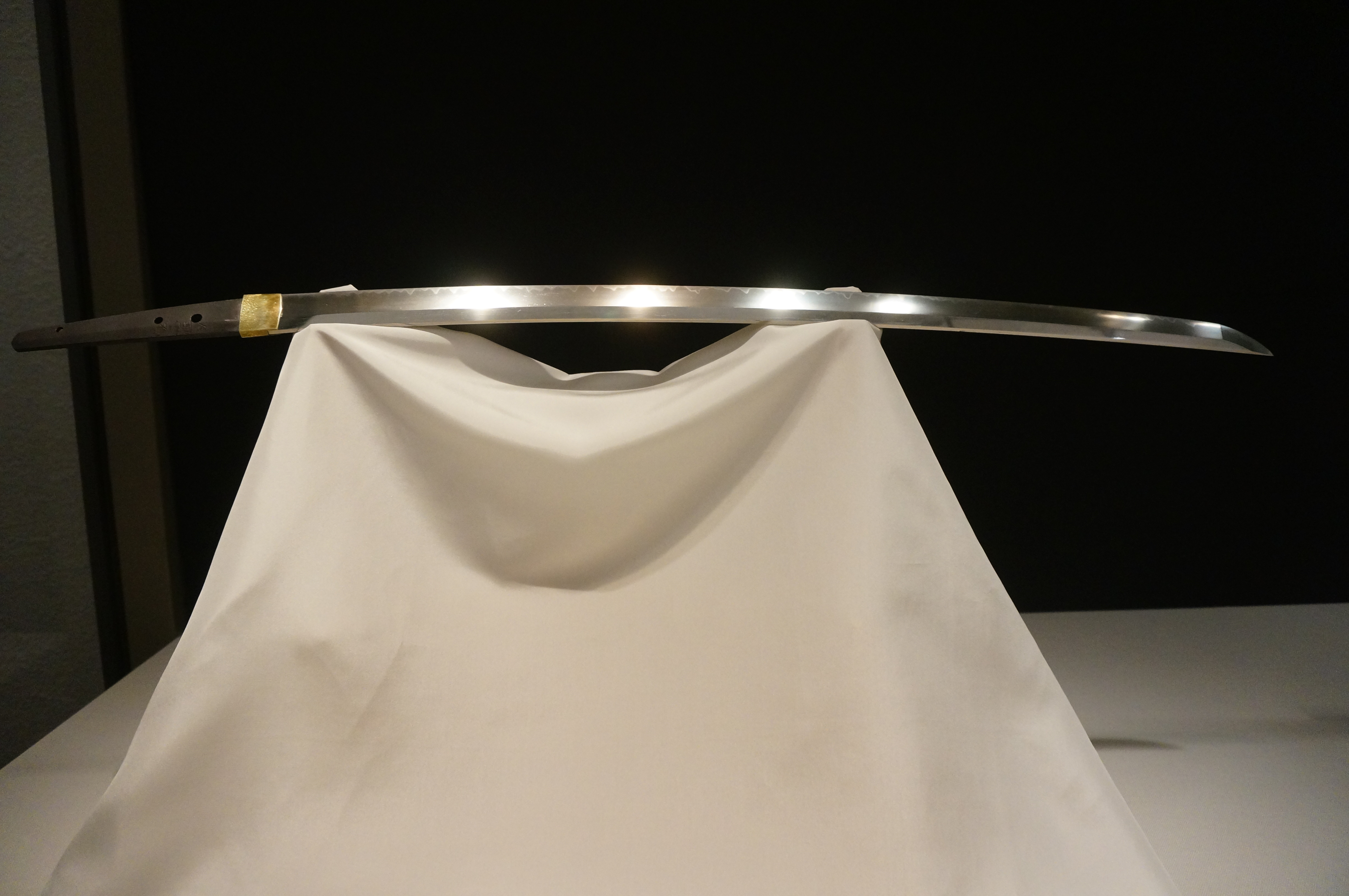
刀 関（孫六）兼元、室町時代、16世紀、東京国立博物館蔵

孫六兼元（まごろくかねもと）は、室町後期に美濃国武儀郡関郷（岐阜県関市）で活動した刀工である。兼元の名は室町時代から江戸時代を経て現代にまで続いているが、そのうち2代目を特に「孫六兼元」と呼ぶ。「関孫六（せきのまごろく）」の名でもよく知られる。尚、孫六は、兼元家の屋号である。後代兼元には「まこ六」などとかな文字で銘を切るものもある。古刀最上作にして最上大業物。

## 概要
末関物を代表する刀工の一人である。和泉守兼定（2代目兼定）と共に名を知られる。美濃三阿弥派出身。2代目兼元が著名で、永正の頃に初代兼定のもとで修行し、その息子2代目兼定と兄弟の契りを結んだという伝説もある。戦国時代 に武田信玄・豊臣秀吉・黒田長政・前田利政・前野長康・青木一重など多くの武将が佩刀し、実用性をもって知られる。特に青木一重所持の青木兼元は朝倉家の真柄直隆を討ち取った刀として、前田家伝来の二念仏兼元は、身体を斬られた人が念仏を二度唱えて死すなど斬れ味で著名である。2代目兼元（孫六兼元）以降、現代まで門跡が続く。

## 作刀期間
作刀期間は大永3年（1523年）2月から天文7年（1538年）2月までの年期作が認められる。

## 作刀の特徴
- 棟の重ねが薄く鎬筋高く、平肉が付かない造り込みに特徴がある（初代から3代まで）。茎はヤスリ目鷹羽で浅い栗尻。片手打ちの打刀（2尺前後）が多く見られる時期（永享から天文頃）に活躍した刀工の中では、比較的長寸の両手打ち（2尺3寸前後）の刀が多い。他に、平造りの小脇差、短刀、槍の遺作を見る。
- 鍛えは、板目肌が流れ肌立ち、鎬地柾目となり、白ける。但し、例外的に小板目肌が良くつむものがある。
- 焼刃は所謂「三本杉[1]」が著名。互の目尖り刃が一定の間隔で連なる様を三本杉と呼び、古来より「関の孫六三本杉」として広く知られる特色の有る刃文である。初代は三本杉の刃文も不揃いであるが、後代は規則正しくなる。更に、初代、2代の三本杉は焼き低く、処々欠け出すものが多く、匂口に柔らか味がある一方で、後代になると、絵画的な三本杉となり、匂口が締まり技量が劣る。また、稀に直刃を焼くこともあるが、どこかに尖り刃が入る傾向にある。いずれの刃を焼いても、帽子は寄り地蔵ごころとなる。

## その他
「孫六」という縁起の良い名から孫六酒・孫六煎餅・孫六温泉・映画・時代小説等々「孫六」に肖った名称は数多く、また日本の刃物（包丁・ナイフ）の代名詞としてドイツのゾーリンゲンと二分するほど海外で知られている。
三島事件の際三島由紀夫の介錯に用いられた一振りは当時は関孫六であると言われたが、実際は元禄時代の刀という説もあり、これが事実ならば後代兼元の作である。三島はこれを軍刀拵え（日本陸軍の軍刀）にして所持していた。